# Celina (Tennessee)
Celina é uma cidade localizada no estado norte-americano de Tennessee, no Condado de Clay.

## Demografia
Segundo o censo norte-americano de 2000, a sua população era de 1379 habitantes.
Em 2006, foi estimada uma população de 1380, um aumento de 1 (0.1%).

## Geografia
De acordo com o United States Census Bureau tem uma área de
3,1 km², dos quais 3,1 km² cobertos por terra e 0,0 km² cobertos por água. Celina localiza-se a aproximadamente 300 m acima do nível do mar.

## Localidades na vizinhança
O diagrama seguinte representa as localidades num raio de 32 km ao redor de Celina.